# Napoleon Baniewicz

Familienwappen der Kleinadelsfamilie Baniewicz.

Napoleon Baniewicz (litauisch Napoleon Banevič, russisch Наполеон Баневич) (* 4. Januar 1904 in Kaunas, Russisches Kaiserreich; † 1979 in Bydgoszcz, Volksrepublik Polen), war ein polnisch-litauischer Neurologe und Psychiater. Er beschrieb als erstes ein Symptom, welches in der Neurologie als Baniewicz-Symptom bekannt ist. Er ist ebenso Gründer der Neurologischen Abteilung in Bydgoszcz.

## Leben
Napoleon Baniewicz wurde als ältestes von vier Kindern des gleichnamigen Napoleon Baniewicz und dessen Ehefrau Maria Citowicz in eine verarmte katholische polnisch-litauische Kleinadelsfamilie hineingeboren. Sein Vater war der Verwalter des Familienguts der Adelsfamilie Tyskiewicz.
Er besuchte eine russische Grundschule und absolvierte danach das Abitur am polnischen Adam-Mickiewicz-Gymnasium in Kaunas. Anschließend arbeitete er, um sich vom Ersparten an der Universität Wien einschreiben zu können. Schließlich studierte er auch mithilfe eines Stipendiums Medizin, wobei er unter anderem von Otto Pötzl, Emil Redlich, Arnold Pick, Erwin Stransky und Otto Marburg unterrichtet wurde. Ab 1929 arbeitete er als Freiwilliger an einer neurologischen Klinik sowie für den Mediziner Josef Schaffer. Am 18. Juli 1930 promovierte er unter Stransky mit einer Arbeit zur Ätiologie von Epilepsie. Er heiratete die aus Kuldīga stammende Walentyna Lachowicz (1907–2001). 
Das Paar hatte drei Söhne: Olgierd Jerzy (* 1933 † 1986), der Chirurg wurde, Witold (* 1937 † 1998), der sich der Polonistik widmete, und Kazimierz (* 1944), der Psychiater wurde. Von 1930 bis 1935 arbeitete Baniewicz als medizinischer Assistent am Lehrstuhl für Nerven- und Geisteskrankheiten an der Universität Vilnius (damals Stephan-Báthory-Universität), an die ihn der Neurologe Stanisław Karol Władyczko geholt hatte. In dieser Zeit forschte er zu Entzündungen des Nervensystems. Von 1935 bis 1940 war er Leiter der neurologischen Abteilung des Krankenhauses PKP in Vilnius. Von 1937 bis 1941 war er zudem Leiter der psychiatrischen Abteilung des Krankenhauses Sawicz. Der Zweite Weltkrieg unterbrach seine Karriere vorerst.
Als Vilnius nach Ende des Krieges Teil der Sowjetunion wurde, musste Napoleon Baniewicz mit seiner Familie nach Polen ziehen und ließ sich in Bydgoszcz nieder. 1945 wurde er zum Leiter der neurologischen Abteilung des Krankenhauses in Bydgoszcz ernannt. In den folgenden Jahren baute er auch neurologische Abteilungen in Włocławek, Świecie, Inowrocław und Lipno auf.
Als Vorsitzender der Bydgoszczer Abteilung der Polnischen Neurologischen Gesellschaft pflegte er Kontakt mit den bedeutendsten Neurologen Polens. Mit seiner Forschung, die er auf neurologischen und psychiatrischen Fachkongressen präsentierte, bildete er gemeinsam mit seinen Schülern die Bydgoszczer Schule. Er baute unter anderem ein Forschungslabor mit Hirnschnitten auf. Ferner setzte er sich für die Gründung einer Medizinischen Akademie in Bydgoszcz ein, aus der die heutige zur Nikolaus-Kopernikus-Universität Toruń gehörende medizinische Ludwik-Rydygier-Fakultät in Bydgoszcz hervorging. Zudem war er an der Medizinischen Akademie in Warschau zum außerordentlichen Medizinprofessor ernannt worden. Er bekam aber zunehmend Probleme mit der politischen Führung, die ihn in den Ruhestand versetzen wollte, während Kollegen ihn lieber als Leiter einer eigenen unabhängigen neurologischen Klinik in Bydgoszcz gesehen hätten. Baniewicz wechselte schließlich an ein anderes Krankenhaus in Bydgoszcz und zog sich aus der Öffentlichkeit zurück. In seinen letzten fünf Lebensjahren kämpfte er gegen ein Myelom, an dem er 1979 im Alter von 75 Jahren starb.
Insgesamt veröffentlichte er im Laufe seines Lebens 83 Forschungsarbeiten. Mit seinem Buch Die Achsenreflexe, das 1964 veröffentlicht wurde, erweitert er seine langjährige Forschung an den sogenannten Mittelflächenreflexen. Professor Eufemiusz Herman sagte über ihn, dass er seinen Namen durch diese Arbeit, die für die Forschung in der Neurologie sehr wichtig sei, in die Geschichte der Medizin eingetragen habe. Der von ihm beschriebene Reflex ist heute als Baniewicz-Symptom bekannt.

## Arbeiten (Auswahl)
- Die Achsenreflexe (Mittelflächenreflexe). In: European Neurology. 149, 2004, S. 49–59, doi:10.1159/000128802.
- A new sternal reflex in cases of severe cerebral damage. In: British medical journal. Band 2, Nummer 5268, Dezember 1961, S. 1675–1678, doi:10.1136/bmj.2.5268.1675, PMID 13864669, PMC 1970838 (freier Volltext).